# 中华蛸
中华蛸（学名：Octopus sinensis）也称中国真蛸，为章鱼科蛸属的软体动物，是一种生活在温带西太平洋的底栖蛸类。过去曾被认为是真蛸（Octopus vulgaris），后根据形态与分子特征确认为独立物种。

## 繁殖行为
中华蛸采用“距离式”交配，雄性和雌性亲体均可与不同异性多次交配，存在一只雌性与多只雄性同时交配的现象；雄性性腺成熟早于雌性，为争夺交配对象会进行对峙搏斗；交配后雌性亲体并不立即产卵，而是继续发育，甚至交配后超过50天才产卵，平均产卵量超过8万粒；雌性具有明显的护卵行为。